# Gefährdungsgrad von Sprachen
Der Gefährdungsgrad ist eine Bewertung, die die UNESCO allen Sprachen im Atlas der gefährdeten Sprachen der Welt zuordnet.

## Kriterien
Die Bewertung erfolgt nach neun Kriterien, von denen das wichtigste das Kriterium der sprachlichen Weitergabe zwischen den Generationen ist.

## Bewertung
| Status                     | Erläuterung | Beispiele                                                                       |
| -------------------------- | --- | ------------------------------------------------------------------------------- |
| Sicher                     | Die Sprache wird von allen Generationen verwendet. Die Weitergabe der Sprache von Generation zu Generation wird nicht gestört.                                          | Englisch, Arabisch, Spanisch, Deutsch, Russisch, Französisch                    |
| Verletzlich                | Die Sprache wird von den meisten Kindern verwendet, jedoch mit einigen Einschränkungen. Sie sprechen diese Sprache zum Beispiel nur zu Hause.                           | Adyghe, Baschkirisch, Belarussisch, Tschuwaschisch, Neapolitanisch, Jiddisch    |
| Definitiv gefährdet        | Die Sprache wird von Kindern als Muttersprache nicht mehr erlernt. | Ersjanisch, Mari, Newar, Romani, Udmurtisch, Wallonisch                         |
| stark gefährdet            | Die Sprache wird von älteren Generationen verwendet und ist für Eltern verständlich, sie verwenden sie jedoch nicht in der Kommunikation mit Kindern und untereinander. | Bretonisch, Ingrisch, Judäisch-Spanisch, Nafusi, Nanai                          |
| Wiederbelebung der Sprache | Die Sprache wird gerade wiederhergestellt. | Kornisch, Mandschu, Manx                                                        |
| Gefährdete Sprachen        | Nur alte Leute kennen die Sprache und sie wird selten von ihnen verwendet.                                                                                              | Dahalik, Duruma, Orok, Tofa, Ulch                                               |
| Ausgestorbene Sprache      | 1. Es gibt keine lebenden Muttersprachler auf der Welt 2. Früher gab es die Sprache definitiv, aber jetzt gibt es keine verlässlichen Informationen über die Nutzung    | 1. Dalmatinisch, Obispeño, Gotisch 2. Antike: Kappadokisch, Livonisch, Yukaghir |